# Céline Emilian
Céline Emilian (ur. 14 maja 1898 w Paryżu, zm. 22 czerwca 1983 w Bukareszcie) – rumuńska rzeźbiarka, pochodzenia francuskiego.

## Życiorys
Pochodziła z rodziny rumuńskiej, mieszkającej w Paryżu. W latach 20. XX w. kształciła się w pracowni rzeźbiarskiej Antoine Bourdelle'a, była też jego asystentką. W latach 30. kiedy mieszkała w Rumunii, regularnie odwiedzała Paryż i wystawiała swoje prace w Salon des Artistes Francais, a w 1940 reprezentowała Rumunię na weneckim Biennale. W 1957 retrospekcję jej prac przedstawiono w Parku Stalina w Bukareszcie. Szczególne miejsce w dorobku artystycznym Céline Emilian stanowiły popiersia - przedstawiała w nich m.in. Luigi Pirandello, Alfreda Cortota, Nicolae Ceaușescu i Eleny Ceaușescu. 44 dzieła artystki znajduje się w zbiorach Muzeum Sztuk Pięknych w Bukareszcie. Część jej prac trafiła do kolekcji w Paryżu i w Londynie.